# Duursport

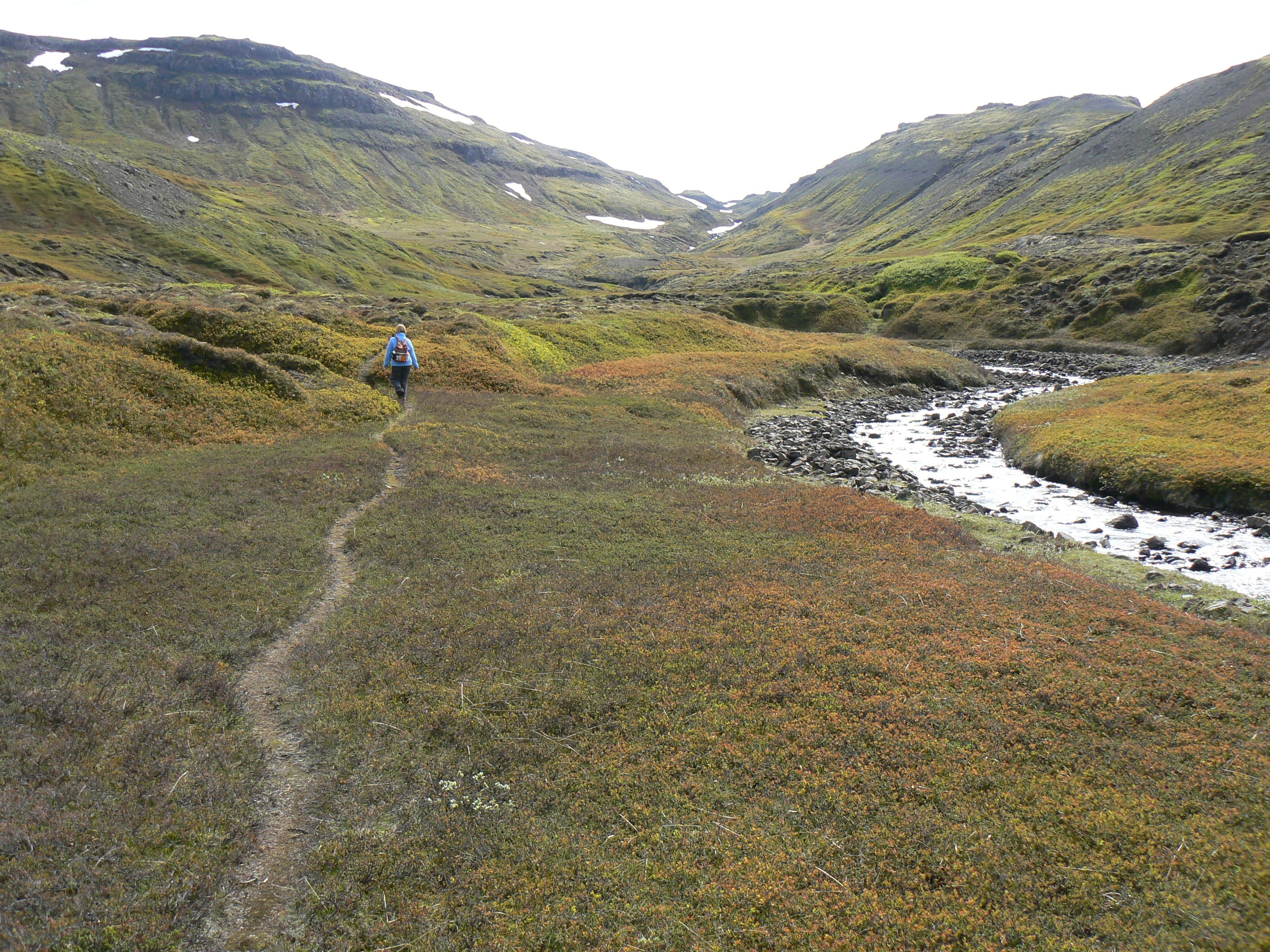
Een stevige en langdurige wandeling is ook een vorm van duursport

Duursport is langdurig achtereen sporten, langer dan een half tot enkele uren sporten. Dit in tegenstelling tot explosieve sporten zoals sprinten en gewichtheffen.
Meestal zal de hartslagfrequentie hoger zijn dan zo’n 60% van het maximale. Typische duursporten zijn de marathon of langlaufen. Sommige duursporters kunnen zich extreem veel uren achtereen inspannen. Bijvoorbeeld ultra-lopers of wielrenners in de Tour de France.
Er wordt veel gevraagd van het uithoudingsvermogen van de beoefenaar. Bij deze langdurige vormen van inspanning wordt behalve techniek vooral ook getraind om vlak onder de anaerobe drempel te blijven dan wel de VO2max te verleggen. Hierdoor kan er langer en intensiever aeroob ingespannen worden. Dat wil zeggen dat er steeds voldoende zuurstof in het bloed aanwezig is om het lichaam in balans te houden.
Meerdere duursporten achtereen beoefenen zijn de zogenaamde combinatieduursporten of multi-duursporten zoals de triatlon.

## Medisch
Omdat bij duursport lange tijd achtereen het lichaam prestatie moet leveren, zal er veel energie verbruikt worden waarbij koolhydraten en vetten worden verbrand. Het kan dan ook gebruikt worden als methode om af te vallen.
Bij duursporters kan zich op langere termijn een sporthart ontwikkelen. Het hart raakt getraind om grote hoeveelheden zuurstofrijk bloed rond te pompen en zal hierdoor in volume toenemen.
Duursporten zijn doorgaans sporten met een eenzijdige beweging. Bij sommige mensen kunnen bij te intensieve, te langdurige of foutieve manier van trainen bepaalde hardnekkige blessures ontstaan. Vooral knieën en spieraanhechtingen op het scheenbeen kunnen bij de duurloopsporten gevoelig blijken. Door sporten als zwemmen of fietsen te beoefenen zal het water respectievelijk het fietsframe het lichaam dragen en daarmee de gewrichten ontlasten.
Mensen met een open rug of dwarslaesie wordt vooral aangeraden duursport te beoefenen. Mogelijke duursporten kunnen dan zijn: wheelen, hele partijen rolstoelbasketbal, roeien en zwemmen.

## Voeding
De voeding bij duursporten bestaat voor een belangrijk deel uit koolhydraten als pasta en teff. Vetten worden in de voeding niet extra ingenomen. Van nature heeft het lichaam voldoende vetten. Daarnaast zal de duursporter veel aandacht besteden aan minerale bouwstoffen en vitaminen.